# Нићифорска династија
Након свргавања са власти византијске царице Ирине, византијски трон је преузео Нићифор I, који је започео релативно краткотрајну Нићифорску династију (802-813). Током периода њихове владавине царство је запало у велике финансијске проблеме.
Током ове ере Византија је била готово непрекидно у рату на два фронта који су испразнили њене ресурсе, а попут многих његових претходника, Нићифор (802–811) је и сам умро док је борио против бугара на северу. Поред тога, утицај Византије наставио је да се смањује на западу крунисањем Карла Великог (800–814) као цара Светог римског царства од стране папе Лава III у базилици светог Петра у Риму у 800. години и успостављајући ново царство у западној Европи које се сматрало наследником Римског царства.

## Нићифор I, 802–811
Нићифор I био је царски министар финансија и након доласка на престо одмах је започео низ фискалних реформи. Његове административне реформе укључивале су реорганизацију тематског система. Преживео је грађански рат 803. године и, попут већине византијских царева, нашао се у рату на три фронта. Доживео је велики пораз у бици код Красоса у Фригији против Арапа у 805. години, а погинуо је у кампањи против Бугара.

## Нићифорови наследници, 811–813
Нићифора је наследио његов син и савладар, Ставракије (811). Међутим био је тешко рањен у истој бици у којој је погинуо његов отац, а након много сплетки у вези са наслеђем, супруг његове сестре Прокопије, Михаило I (811–813), присилио га је да абдицира касније те године у његову корист.
Михаило I је тежио више дипломатским него војним решењима. Међутим, наставио је кампању против бугарског кана Крума, и такође био поражен као и његова два претходника, што је озбиљно уздрмало његов положај. Свестан вероватне побуне, одлучио је да абдицира с обзиром на језиву судбину многих претходно свргнутих царева, окончавши кратку владавину Нићифорове династије.

## Породично стабло Нићифорске династије
| Константин V Копроним Византијски цар 741-775 Исавријска династија | Константин V Копроним Византијски цар 741-775 Исавријска династија | Константин V Копроним Византијски цар 741-775 Исавријска династија | Константин V Копроним Византијски цар 741-775 Исавријска династија | Константин V Копроним Византијски цар 741-775 Исавријска династија | Константин V Копроним Византијски цар 741-775 Исавријска династија |  |  | Ирина Хазарска                                                  | Ирина Хазарска                                                  | Ирина Хазарска                                                  | Ирина Хазарска                                                  | Ирина Хазарска                                                  | Ирина Хазарска                                                  |  |  |                   |                   |                   |                   |                   |                   |  |  | Нићифор I Византијски цар          | Нићифор I Византијски цар          | Нићифор I Византијски цар          | Нићифор I Византијски цар          | Нићифор I Византијски цар          | Нићифор I Византијски цар          |  |  |                                        |                                        |                                        |                                        |                                        |                                        |  |  |                                           |                                           |                                           |                                           |                                           |                                           |
| Константин V Копроним Византијски цар 741-775 Исавријска династија | Константин V Копроним Византијски цар 741-775 Исавријска династија | Константин V Копроним Византијски цар 741-775 Исавријска династија | Константин V Копроним Византијски цар 741-775 Исавријска династија | Константин V Копроним Византијски цар 741-775 Исавријска династија | Константин V Копроним Византијски цар 741-775 Исавријска династија |  |  | Ирина Хазарска                                                  | Ирина Хазарска                                                  | Ирина Хазарска                                                  | Ирина Хазарска                                                  | Ирина Хазарска                                                  | Ирина Хазарска                                                  |  |  |                   |                   |                   |                   |                   |                   |  |  | Нићифор I Византијски цар          | Нићифор I Византијски цар          | Нићифор I Византијски цар          | Нићифор I Византијски цар          | Нићифор I Византијски цар          | Нићифор I Византијски цар          |  |  |                                        |                                        |                                        |                                        |                                        |                                        |  |  |                                           |                                           |                                           |                                           |                                           |                                           |
|                                                                    |                                                                    |                                                                    |                                                                    |                                                                    |                                                                    |  |  |                                                                 |                                                                 |                                                                 |                                                                 |                                                                 |                                                                 |  |  |                   |                   |                   |                   |                   |                   |  |  |                                    |                                    |                                    |                                    |                                    |                                    |  |  |                                        |                                        |                                        |                                        |                                        |                                        |  |  |                                           |                                           |                                           |                                           |                                           |                                           |
|                                                                    |                                                                    |                                                                    |                                                                    |                                                                    |                                                                    |  |  |                                                                 |                                                                 |                                                                 |                                                                 |                                                                 |                                                                 |  |  |                   |                   |                   |                   |                   |                   |  |  |                                    |                                    |                                    |                                    |                                    |                                    |  |  |                                        |                                        |                                        |                                        |                                        |                                        |  |  |                                           |                                           |                                           |                                           |                                           |                                           |
| Лав IV Хазар Византијски цар 751-775                               | Лав IV Хазар Византијски цар 751-775                               | Лав IV Хазар Византијски цар 751-775                               | Лав IV Хазар Византијски цар 751-775                               | Лав IV Хазар Византијски цар 751-775                               | Лав IV Хазар Византијски цар 751-775                               |  |  | Ирина                                                           | Ирина                                                           | Ирина                                                           | Ирина                                                           | Ирина                                                           | Ирина                                                           |  |  | Теофанија Атинска | Теофанија Атинска | Теофанија Атинска | Теофанија Атинска | Теофанија Атинска | Теофанија Атинска |  |  | Ставракије Византијски цар 803-811 | Ставракије Византијски цар 803-811 | Ставракије Византијски цар 803-811 | Ставракије Византијски цар 803-811 | Ставракије Византијски цар 803-811 | Ставракије Византијски цар 803-811 |  |  | Прокопија                              | Прокопија                              | Прокопија                              | Прокопија                              | Прокопија                              | Прокопија                              |  |  | Михаило I Рангабе Византијски цар 811-813 | Михаило I Рангабе Византијски цар 811-813 | Михаило I Рангабе Византијски цар 811-813 | Михаило I Рангабе Византијски цар 811-813 | Михаило I Рангабе Византијски цар 811-813 | Михаило I Рангабе Византијски цар 811-813 |
| Лав IV Хазар Византијски цар 751-775                               | Лав IV Хазар Византијски цар 751-775                               | Лав IV Хазар Византијски цар 751-775                               | Лав IV Хазар Византијски цар 751-775                               | Лав IV Хазар Византијски цар 751-775                               | Лав IV Хазар Византијски цар 751-775                               |  |  | Ирина                                                           | Ирина                                                           | Ирина                                                           | Ирина                                                           | Ирина                                                           | Ирина                                                           |  |  | Теофанија Атинска | Теофанија Атинска | Теофанија Атинска | Теофанија Атинска | Теофанија Атинска | Теофанија Атинска |  |  | Ставракије Византијски цар 803-811 | Ставракије Византијски цар 803-811 | Ставракије Византијски цар 803-811 | Ставракије Византијски цар 803-811 | Ставракије Византијски цар 803-811 | Ставракије Византијски цар 803-811 |  |  | Прокопија                              | Прокопија                              | Прокопија                              | Прокопија                              | Прокопија                              | Прокопија                              |  |  | Михаило I Рангабе Византијски цар 811-813 | Михаило I Рангабе Византијски цар 811-813 | Михаило I Рангабе Византијски цар 811-813 | Михаило I Рангабе Византијски цар 811-813 | Михаило I Рангабе Византијски цар 811-813 | Михаило I Рангабе Византијски цар 811-813 |
|                                                                    |                                                                    |                                                                    |                                                                    |                                                                    |                                                                    |  |  |                                                                 |                                                                 |                                                                 |                                                                 |                                                                 |                                                                 |  |  |                   |                   |                   |                   |                   |                   |  |  |                                    |                                    |                                    |                                    |                                    |                                    |  |  |                                        |                                        |                                        |                                        |                                        |                                        |  |  |                                           |                                           |                                           |                                           |                                           |                                           |
| Константин VI Византијски цар 780-797 ∞ Марија Амнија              | Константин VI Византијски цар 780-797 ∞ Марија Амнија              | Константин VI Византијски цар 780-797 ∞ Марија Амнија              | Константин VI Византијски цар 780-797 ∞ Марија Амнија              | Константин VI Византијски цар 780-797 ∞ Марија Амнија              | Константин VI Византијски цар 780-797 ∞ Марија Амнија              |  |  |                                                                 |                                                                 |                                                                 |                                                                 |                                                                 |                                                                 |  |  | Вардан побуњеник  | Вардан побуњеник  | Вардан побуњеник  | Вардан побуњеник  | Вардан побуњеник  | Вардан побуњеник  |  |  |                                    |                                    |                                    |                                    |                                    |                                    |  |  |                                        |                                        |                                        |                                        |                                        |                                        |  |  |                                           |                                           |                                           |                                           |                                           |                                           |
| Константин VI Византијски цар 780-797 ∞ Марија Амнија              | Константин VI Византијски цар 780-797 ∞ Марија Амнија              | Константин VI Византијски цар 780-797 ∞ Марија Амнија              | Константин VI Византијски цар 780-797 ∞ Марија Амнија              | Константин VI Византијски цар 780-797 ∞ Марија Амнија              | Константин VI Византијски цар 780-797 ∞ Марија Амнија              |  |  |                                                                 |                                                                 |                                                                 |                                                                 |                                                                 |                                                                 |  |  | Вардан побуњеник  | Вардан побуњеник  | Вардан побуњеник  | Вардан побуњеник  | Вардан побуњеник  | Вардан побуњеник  |  |  |                                    |                                    |                                    |                                    |                                    |                                    |  |  |                                        |                                        |                                        |                                        |                                        |                                        |  |  |                                           |                                           |                                           |                                           |                                           |                                           |
|                                                                    |                                                                    |                                                                    |                                                                    |                                                                    |                                                                    |  |  |                                                                 |                                                                 |                                                                 |                                                                 |                                                                 |                                                                 |  |  |                   |                   |                   |                   |                   |                   |  |  |                                    |                                    |                                    |                                    |                                    |                                    |  |  |                                        |                                        |                                        |                                        |                                        |                                        |  |  |                                           |                                           |                                           |                                           |                                           |                                           |
| Еуфросина                                                          | Еуфросина                                                          | Еуфросина                                                          | Еуфросина                                                          | Еуфросина                                                          | Еуфросина                                                          |  |  | Михаило II Аморијац Византијски цар 820-829 Аморијска династија | Михаило II Аморијац Византијски цар 820-829 Аморијска династија | Михаило II Аморијац Византијски цар 820-829 Аморијска династија | Михаило II Аморијац Византијски цар 820-829 Аморијска династија | Михаило II Аморијац Византијски цар 820-829 Аморијска династија | Михаило II Аморијац Византијски цар 820-829 Аморијска династија |  |  | Текла             | Текла             | Текла             | Текла             | Текла             | Текла             |  |  | 1.Варкa                            | 1.Варкa                            | 1.Варкa                            | 1.Варкa                            | 1.Варкa                            | 1.Варкa                            |  |  | Лав V Јерменин Византијски цар 813-820 | Лав V Јерменин Византијски цар 813-820 | Лав V Јерменин Византијски цар 813-820 | Лав V Јерменин Византијски цар 813-820 | Лав V Јерменин Византијски цар 813-820 | Лав V Јерменин Византијски цар 813-820 |  |  | 2.Теодосија                               | 2.Теодосија                               | 2.Теодосија                               | 2.Теодосија                               | 2.Теодосија                               | 2.Теодосија                               |
| Еуфросина                                                          | Еуфросина                                                          | Еуфросина                                                          | Еуфросина                                                          | Еуфросина                                                          | Еуфросина                                                          |  |  | Михаило II Аморијац Византијски цар 820-829 Аморијска династија | Михаило II Аморијац Византијски цар 820-829 Аморијска династија | Михаило II Аморијац Византијски цар 820-829 Аморијска династија | Михаило II Аморијац Византијски цар 820-829 Аморијска династија | Михаило II Аморијац Византијски цар 820-829 Аморијска династија | Михаило II Аморијац Византијски цар 820-829 Аморијска династија |  |  | Текла             | Текла             | Текла             | Текла             | Текла             | Текла             |  |  | 1.Варкa                            | 1.Варкa                            | 1.Варкa                            | 1.Варкa                            | 1.Варкa                            | 1.Варкa                            |  |  | Лав V Јерменин Византијски цар 813-820 | Лав V Јерменин Византијски цар 813-820 | Лав V Јерменин Византијски цар 813-820 | Лав V Јерменин Византијски цар 813-820 | Лав V Јерменин Византијски цар 813-820 | Лав V Јерменин Византијски цар 813-820 |  |  | 2.Теодосија                               | 2.Теодосија                               | 2.Теодосија                               | 2.Теодосија                               | 2.Теодосија                               | 2.Теодосија                               |